# 苏格兰修道院 (雷根斯堡)

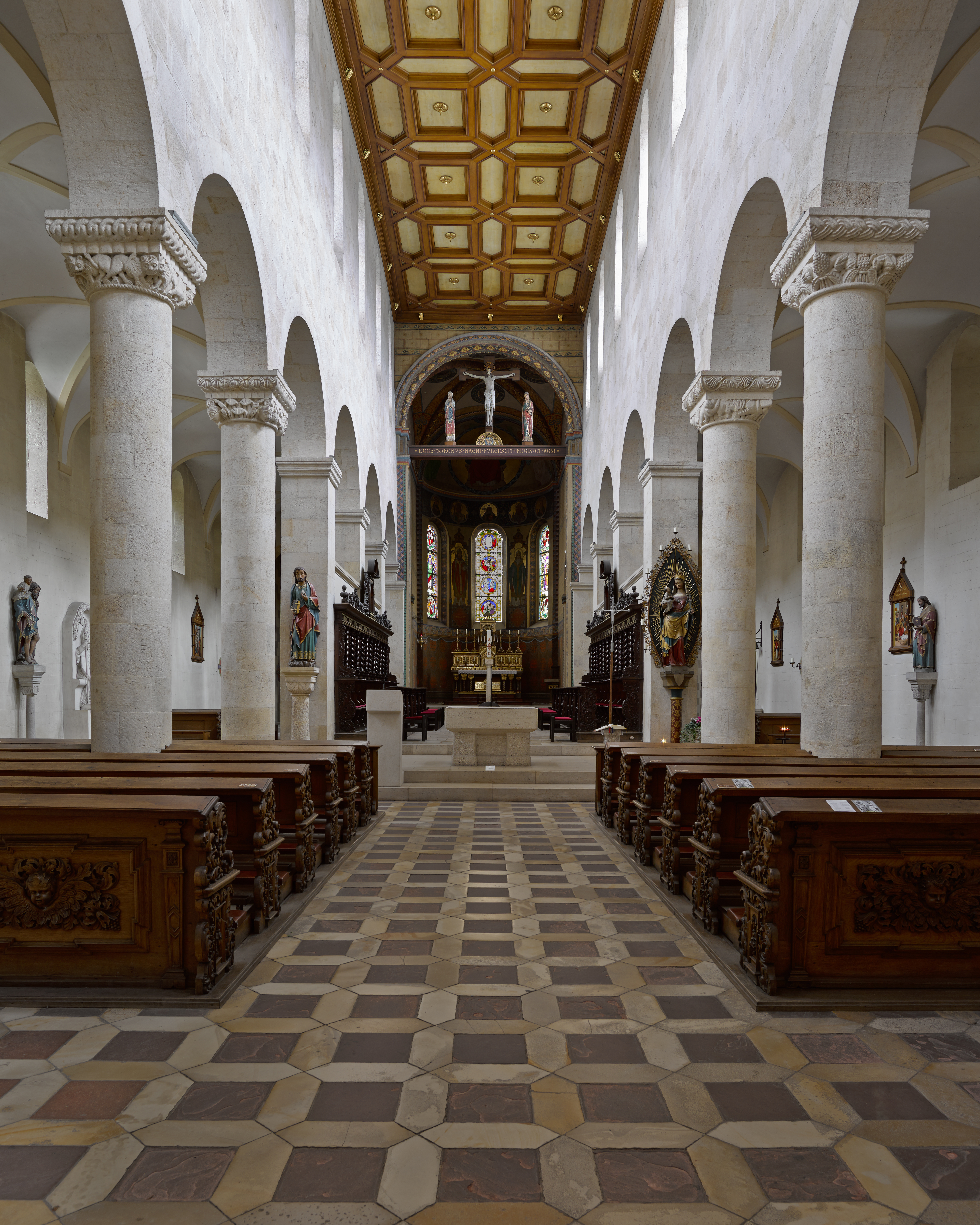

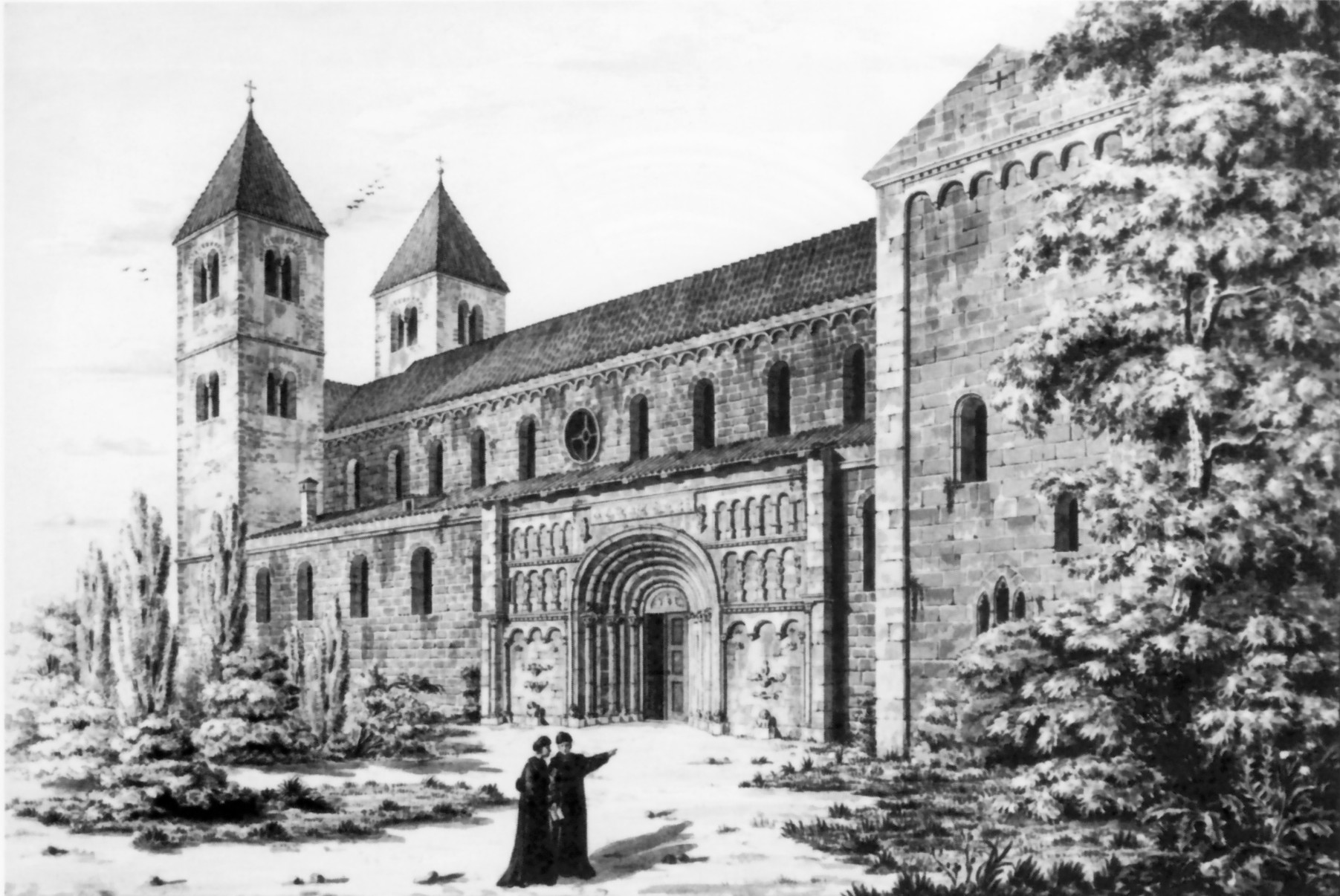
View of the church in 1816.

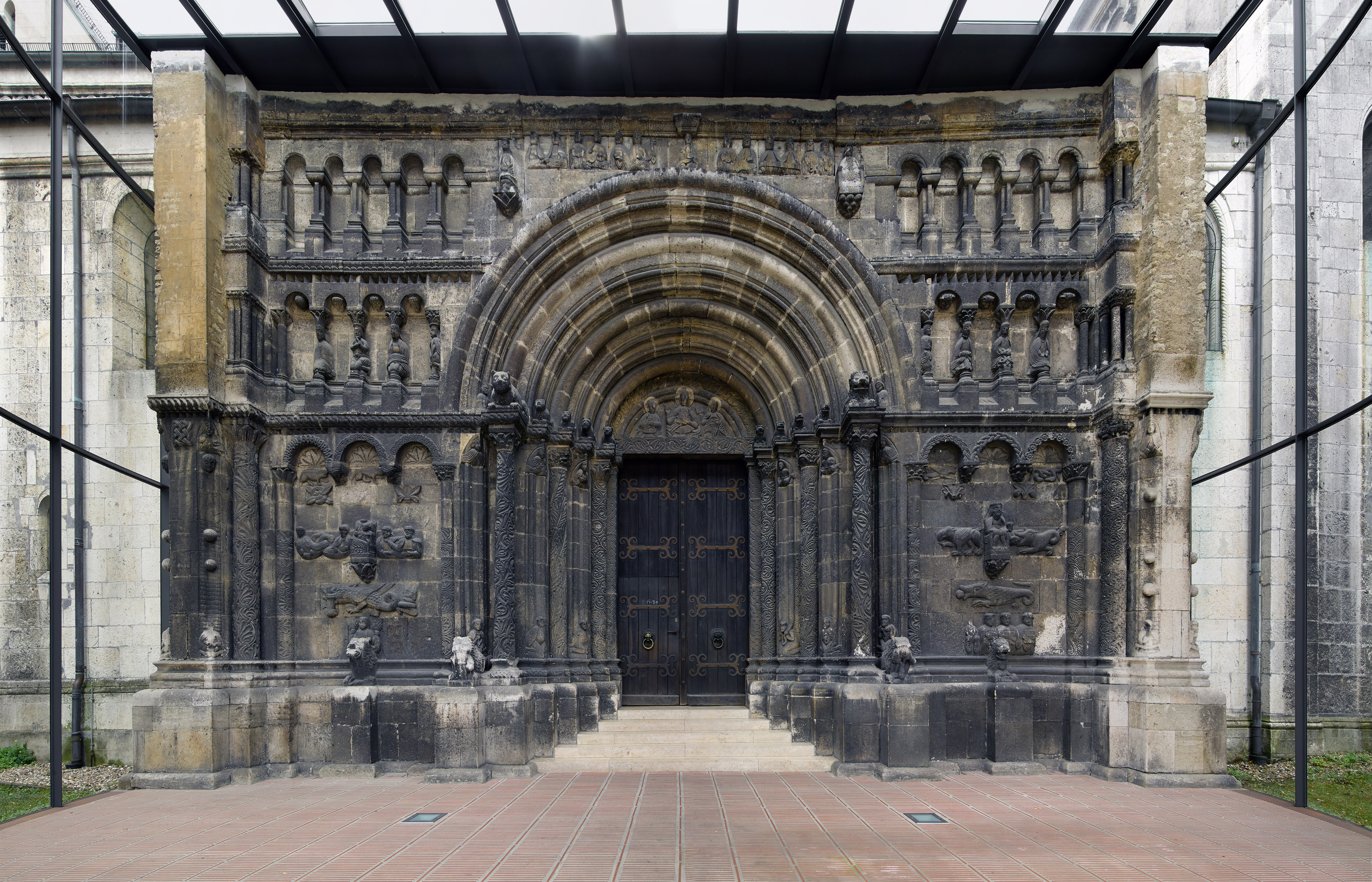
大门

苏格兰修道院原属本笃会圣雅各伯修道院，位于德国雷根斯堡。它由爱尔兰传教士建于11世纪，并且大部分时间由他们管理。在中世纪拉丁文中，苏格兰（Scotti）亦指爱尔兰。修道院教堂全名为“爱尔兰本笃会圣雅各伯圣日多达堂”（Die irische Benediktinerklosterkirche St. Jakob und St. Gertrud） 